# 成田山東京別院深川不動堂
成田山 東京別院 深川不動堂（なりたさん とうきょうべついん ふかがわふどうどう）は、東京都江東区富岡にある真言宗智山派の寺院であり、千葉県成田市にある成田山新勝寺の東京別院である。通称は深川不動尊、深川不動堂。

## 歴史
江戸時代の初め、歌舞伎役者の市川團十郎が不動明王が登場する芝居を打ったことなどにより、成田山の不動明王を拝観したいという気運が江戸庶民の間で高まった。これを受けて、元禄16年（1703年）、1回目の成田不動の「出開帳」（現代風にいえば「秘仏特別公開」）が富岡八幡宮の別当・永代寺で開かれた。これが深川不動堂の始まりである。江戸における成田不動の出開帳は安政3年（1856年）まで、江戸時代を通じて12回行われたが、そのうち1回を除いて深川永代寺が会場となった。
永代寺は明治維新後、神仏分離令により廃寺となり、旧境内は深川公園となった。しかし不動尊信仰は止むことがなく、1878年（明治11年）に現在の場所に成田不動の分霊を祀り、「深川不動堂」として存続することが東京府により認められた。境内地は、深川公園の一部を永久かつ無償で借用することが認められたものである。1881年（明治14年）に本堂が完成。その後本堂は関東大震災・東京大空襲と2度にわたって焼失したが、本尊は役僧たちが命がけで運び出したことにより焼失を免れた。永代寺は門前にあった塔頭・吉祥院が1896年（明治29年）に再興され、名跡を継いだ。なお、地名「門前仲町」は「永代寺の門前町」という意味である。

## 境内の諸堂および仏像

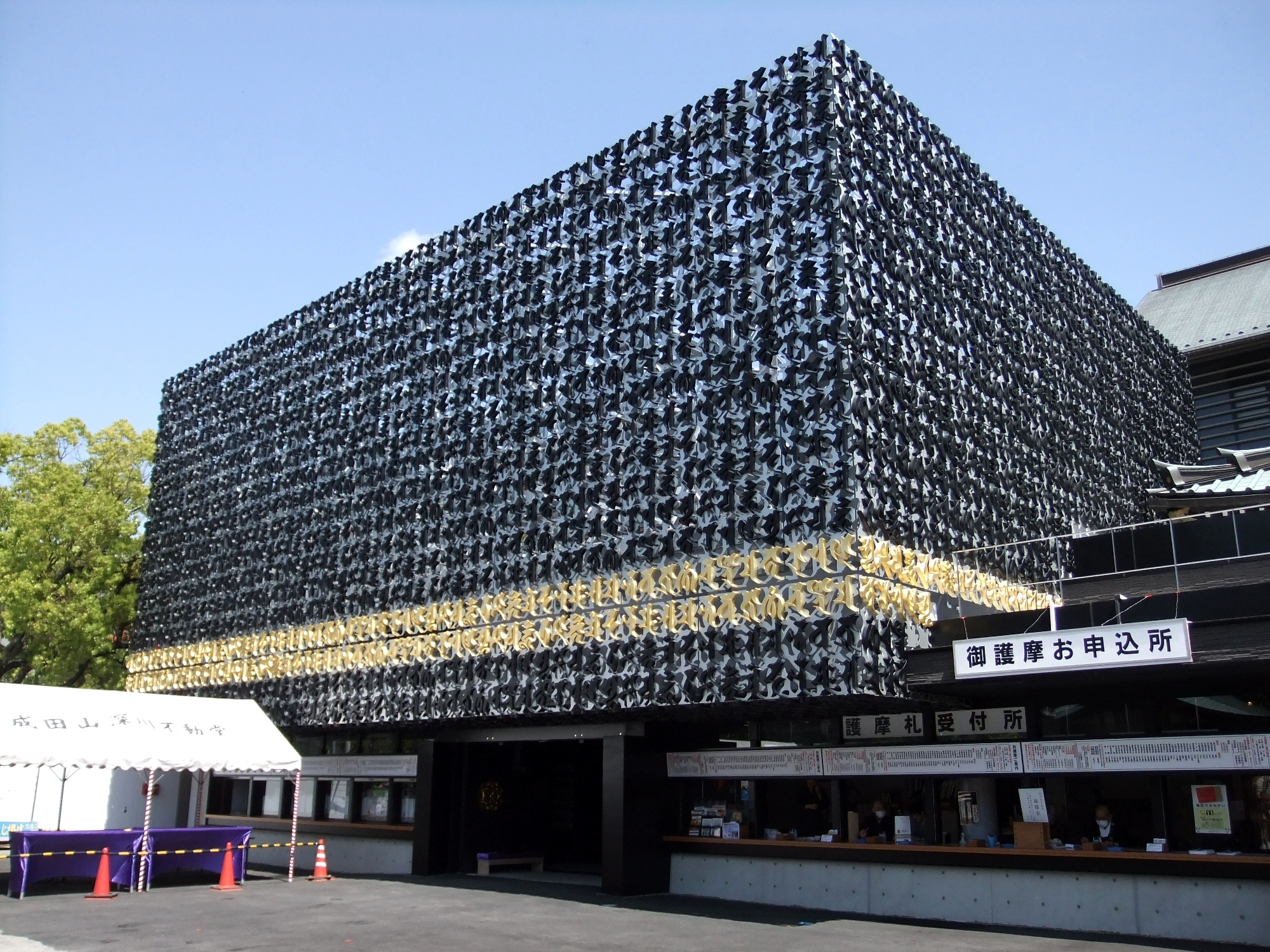
本堂（2011年4月）

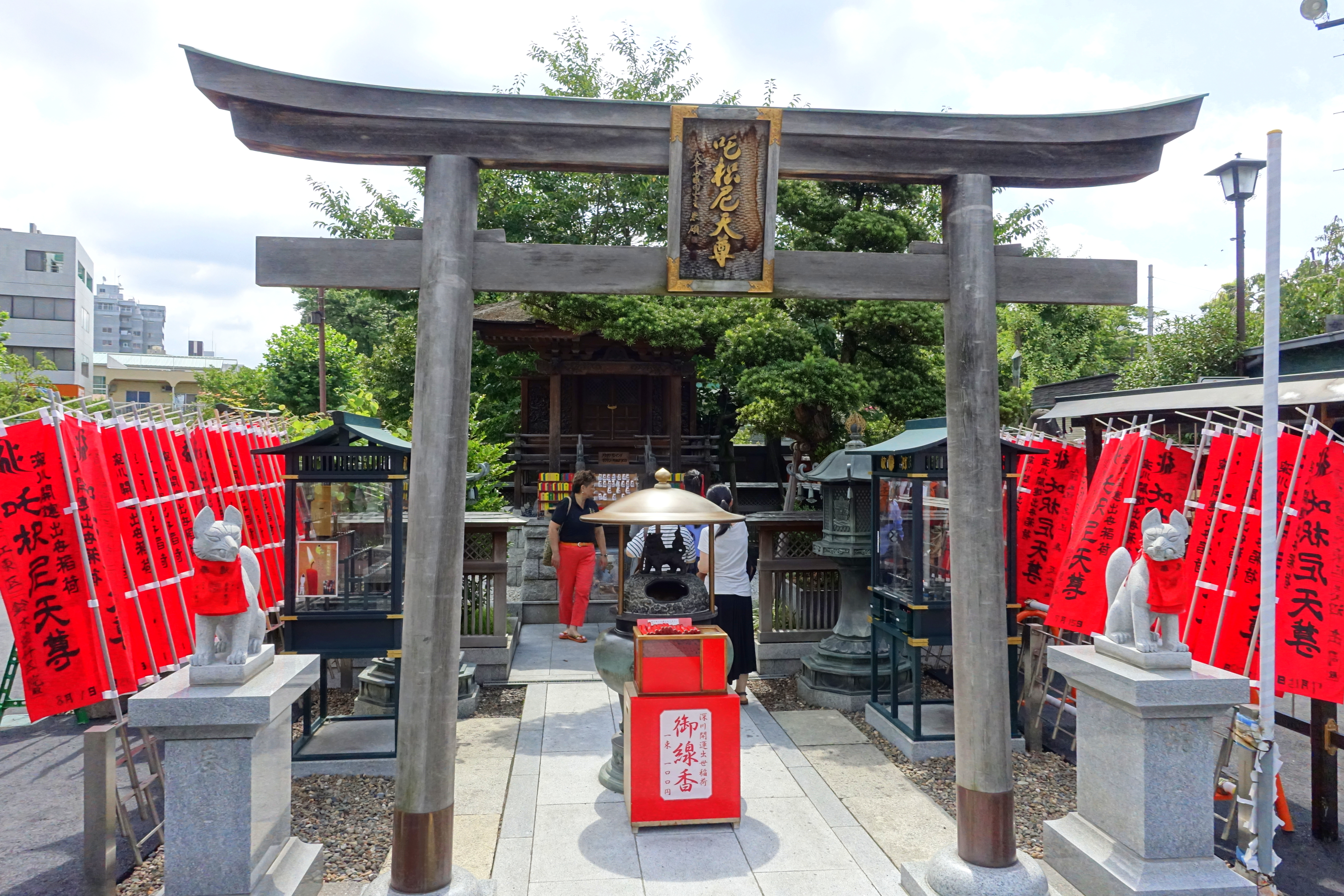
開運出世稲荷

- 旧本堂

前本堂が東京大空襲で焼失した後、千葉県本埜村（現・印西市）の龍腹寺の堂（文久3年・1863年建立）を移築して本堂としたもので、1950年（昭和25年）に移築が完了、翌年に落慶法要が営まれた。現在は帆刈黌童作の丈八の「おねがい不動尊」が安置されている。
- 本堂

旧本堂の西側にある外壁に梵字（不動明王真言）を散りばめてある建物。開創310年を機に2011年（平成23年）に完成。同年4月16日の夜間に旧本堂より本尊不動明王像および脇侍の二童子像、四大明王像を遷座し、翌17日から護摩供養は新本堂で行われている。2012年（平成24年）9月15日、新勝寺貫首によって落慶法要が営まれた。1日5回（縁日のときは6回）護摩供養が行われる。不動明王二童子像・四大明王像（五大明王から不動尊を除く）は江東区指定文化財。
- 内仏殿

旧本堂裏手にある4階建の建物。開創300年を期に2000年（平成12年）に完成。1階には澤田政廣作の不動明王立像などの仏像、2階には四国八十八箇所の巡拝所などがあり、4階は大日如来を安置する宝蔵大日堂である。4階の天井画は中島千波の作。
- 深川開運出世稲荷

成田山出世稲荷（荼枳尼天）を勧請したもの。
- 深川龍神

## 人情深川ご利益通り

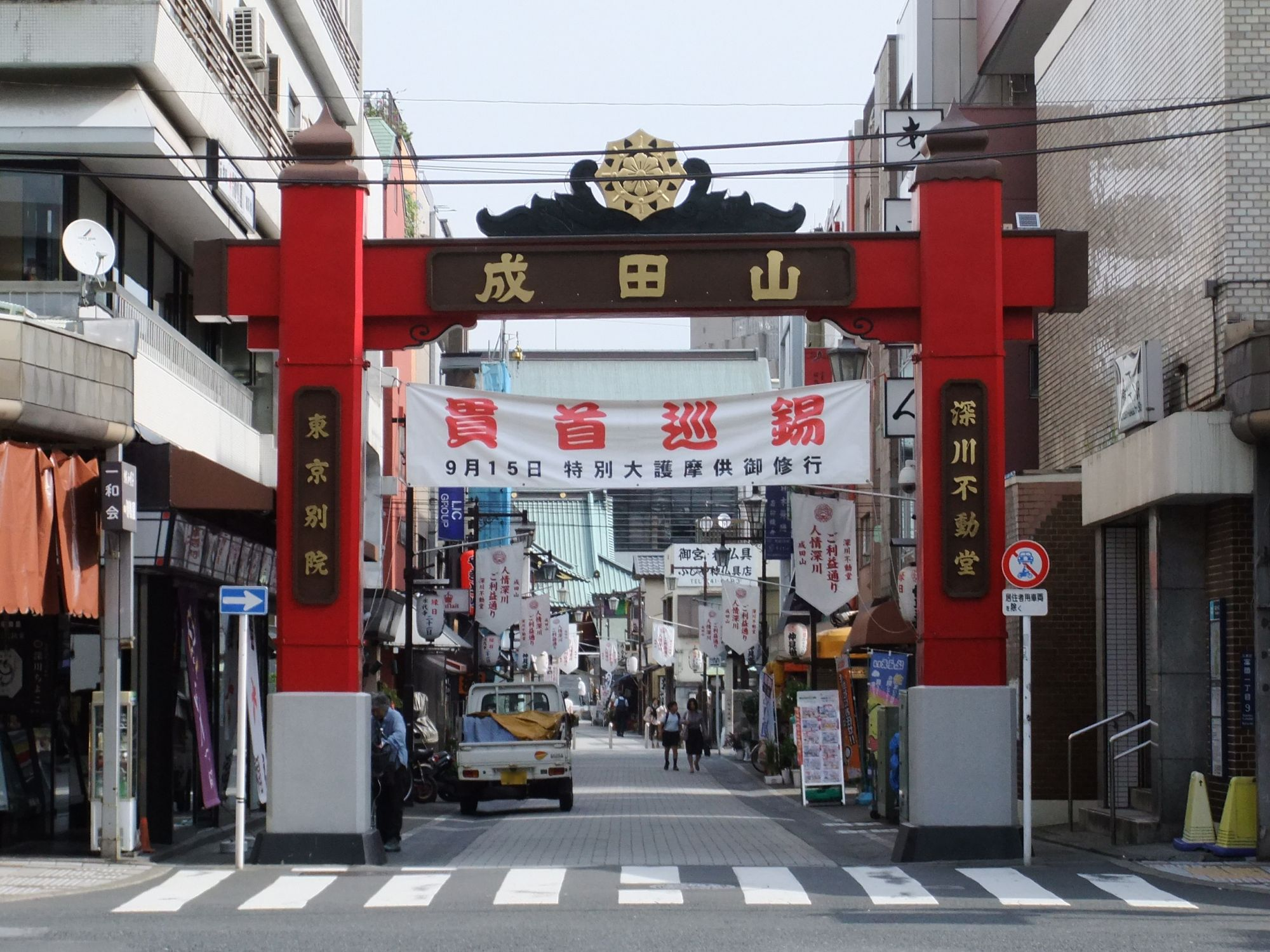
人情深川ご利益通り

門前の参道は通称“人情深川ご利益通り”といい、毎月1・15・28日に縁日が開かれて賑わう。有名な菓子店や食事処がある。

## 交通アクセス
- 東京メトロ東西線 門前仲町駅 1番出口より徒歩2分（深川人情通りは、駅出口すぐ）
- 都営地下鉄大江戸線 門前仲町駅 6番出口より徒歩5分

## 参拝料・参拝時間
- 参拝料：無料
- 開扉時間：8時 - 18時[10]
  - 内仏殿参拝：4階は9時 - 17時 / 1・2階は9時 - 17時45分

## その他
- 仏像が多く、仏の様々な姿や表情を見ることで、仏の世界を感じることができるようになっている。
- 関智一が働いていたことがある[11]。